# The Abbey Road E.P.
„The Abbey Road E.P.“ е EP на американската фънк рок група Ред Хот Чили Пепърс, издадено през 1988 година.
The Abbey Road съдържа 5 песни, от които 4 са издадени в предишните три албума на Ред Хот Чили Пепърс – The Red Hot Chili Peppers, Freaky Styley и The Uplift Mofo Party Plan. Единствената включена нова песен е кавърът на The Jimi Hendrix Experience, песента "Fire", която преди това е издадена като B-side към сингъла Fight Like a Brave.

## История
Ред Хот Чили Пепърс планират записите на нов албум през юни 1988 година. Но преди това се налага да се погрижат за влошаващото се състояние на китариста им Хилел Словак, който видимо губи битката със зависимостта си към хероина. За кратко Словак е освободен от групата, като е заместен от Блекбърд Макнайт. Завръщането на Словак, обаче не подобрява положението му. Решени да му помогнат, Чили Пепърс пътуват за Лондон, Англия където се състои снимачната сесия на The Abbey Road E.P., известна с обложката-имитацията на Бийтълс само „по чорапи“.
The Abbey Road E.P. бележи последната изява на Хилел Словак, който умира от свръхдоза хероин на 25 юни 1988, месец след като се завръща от фотосесията на това EP. Песента Fire е включена в памет на Хилел в следващия албум на Ред Хот Чили Пепърс, Mother's Milk от 1989 година.
Всички песни от The Abbey Road E.P. са включени впоследствие в компилацията What Hits!?.